# Interstate 105 (Kalifornien)
Die Interstate 105 (Abkürzung I-105), auch Glenn Anderson Freeway, ist ein Interstate Highway im Los Angeles County im US-Bundesstaat Kalifornien.

## Verlauf
Die Interstate 105 beginnt am Sepulveda Boulevard (California State Route 1) in El Segundo. Von dort aus führt er nach Osten über die Flüsse Los Angeles River und San Gabriel River. Die Interstate endet in Norwalk an der Interstate 605. Sie kreuzt in Inglewood mit der Interstate 405 und in Lynwood mit der Interstate 710. Das Kreuz mit der Interstate 110 trägt den Namen Judge Harry Pregerson Interchange. Im Mittelstreifen der Autobahn verlaufen die Gleise der Green Line, einer Stadtbahnlinie der Metro Los Angeles.